# Dartmoor Cemetery
Dartmoor Cemetery is een Britse militaire begraafplaats met gesneuvelden uit de Eerste Wereldoorlog, gelegen in de Franse gemeente Bécordel-Bécourt (departement Somme). De begraafplaats werd ontworpen door Edwin Lutyens en ligt aan de Rue de Bécourt op ruim 300 m ten noordoosten van het dorpscentrum (Église Saint Vaast). Ze heeft een langwerpig en onregelmatig grondplan en wordt omsloten door een bakstenen muur, afgedekt met witte dekstenen. In de zuidelijke hoek staat het Cross of Sacrifice en de Stone of Remembrance staat in een gebogen uitbouw (apsis) van de muur in de westelijke hoek van de begraafplaats. De open toegang aan de straatzijde wordt gemarkeerd door zes witte paaltjes, verbonden door kettingen. 
Er liggen 768 doden begraven waaronder 6 niet geïdentificeerde.
De begraafplaats wordt onderhouden door de Commonwealth War Graves Commission.

## Geschiedenis
Dartmoor Cemetery werd in augustus 1915 aangelegd (oorspronkelijk als Becordel-Becourt Military Cemetery) en gebruikt door de bataljons die dat deel van de frontlinie in de regio in handen hadden. De naam van de begraafplaats werd in mei 1916 op verzoek van het 8th en 9th Battalion van het Devonshire Regiment gewijzigd. In september 1916 werd een veldhospitaal (Main Dressing Station) van het XV Corps in de buurt opgericht, maar in de loop van 1917 werd de begraafplaats nauwelijks gebruikt. 
Op 26 maart 1918 kwam het dorp tijdens het Duitse lenteoffensief in hun handen, maar werd op 24 augustus daaropvolgend door de 12th Division heroverd. 
Onder de geïdentificeerde doden zijn er 629 Britten, 70 Australiërs, 59 Nieuw-Zeelanders en 4 Canadezen. 

## Graven
- Henry Webber, luitenant bij het South Lancashire Regiment was 67 jaar toen hij op 21 september 1916 sneuvelde. Hij is de oudste gekende militair die in deze oorlog sneuvelde.
- sergeant George Lee en korporaal Robert Frederick Lee, beide dienend bij de Royal Field Artillery, waren vader en zoon die op dezelfde dag (5 september 1916) sneuvelden en liggen naast elkaar begraven.

### Onderscheiden militairen
- James Miller, soldaat bij het King's Own (Royal Lancaster Regiment) werd onderscheiden met het Victoria Cross (VC).
- onderluitenant Gavin Douglas Alexander (New Zealand Engineers), compagnie sergeant-majoor George Masson (Seaforth Highlanders) en de sergeanten E. Breeze (Lincolnshire Regiment) en Robert Prevett (Royal Sussex Regiment) werden onderscheiden met de Distinguished Conduct Medal (DCM).
- de kapiteins W. Campbell (Royal Army Medical Corps) en Frederick Wilkinson Crofts (London Regiment), luitenant Alan Scrivener Lloyd (Royal Field Artillery) en regiment sergeant-majoor F. Duckworth (East Lancashire Regiment) werden onderscheiden met het Military Cross (MC).
- nog 14 militairen werden onderscheiden met de Military Medal (MM).

### Alias
- soldaat Sammy Woolfson diende onder het alias S. Ellis bij de Seaforth Highlanders.

### Minderjarige militairen
- sergeant Clarence Norman Tanner, korporaal G.R. Brown, kanonnier Edward Gordon Brown, bugelspeler William Edward Howell en de soldaten Walter Richmond, Horace Gordon Holmes, Charles Dawson, C.E. Cowland, A. Bayes en J.T. Ambler waren 17 jaar toen ze stierven.

### Gefusilleerde militair
- soldaat John Joseph Sweeney (Otago Regiment (NZEF)) werd wegens desertie op 2 oktober 1916 gefusilleerd. Hij was 37 jaar.[1]